# MINUSCA
MINUSCA（国連中央アフリカ多面的統合安定化ミッション、英語：United Nations Multidimensional Integrated Stabilization Mission in the Central African Republic）は、2014年4月に設立された、バンギに在中するミッションである。予算は10億7440万ドルとなっている。

## 優先任務
- 文民保護
- 速やかで、完全で、安全かつ妨げられない人道支援の促進
- 国連の保護等
- 調停並びに停戦及び「和平及び調停のための政治的合意(APPR)」の実施を含む和平プロセスへの支援

## その他の任務
- 家権限の延長、治安部隊の展開、及び領土の保全に対する支援
- 人権の促進と保護
- 共和的対話及び2023年の地方選挙治安部門改革 (SSR)
- 武装解除・動員解除・再統
- 武装解除動員解除・再統合 (DDR)及びリベリアにおけるUNICEFによる児童兵のDDRRプロジェクト
- 国内及び国際裁判、不処罰への対処及び法の支配に対する支援
- 犠牲者が175名（事故：35名、病気：78名、悪意ある行為：51名、その他：11名）出ている。
- 要員派遣国は、ルワンダ、バングラデシュ、パキスタン、ネパール、エジプト、カメルーンなど計58か国である[1]。

## 構成員

### 軍事・警察要員
2022年地点 計16730名 
- 警察要員(個人) 561名
- 警察部隊要員 2255名
- 軍事要員(個人) 144名
- 軍事部隊要員 13350名
- 司令部要員 420名

### 文民要員
2021年地点 計1230名
- 国際文民要員：635名
- 現地文民要員：577名

### 国連ボランティア
2022年時点 計286名